# Municipio de Antelope (condado de Harlan)
El municipio de Antelope (en inglés: Antelope Township) es un municipio ubicado en el condado de Harlan en el estado estadounidense de Nebraska. En el año 2010 tenía una población de 112 habitantes y una densidad poblacional de 1,2 personas por km².

## Geografía
El municipio de Antelope se encuentra ubicado en las coordenadas 40°18′25″N 99°14′9″O / 40.30694, -99.23583. Según la Oficina del Censo de los Estados Unidos, el municipio tiene una superficie total de 93.08 km², de la cual 93,08 km² corresponden a tierra firme y (0 %) 0 km² es agua.

## Demografía
Según el censo de 2010, había 112 personas residiendo en el municipio de Antelope. La densidad de población era de 1,2 hab./km². De los 112 habitantes, el municipio de Antelope estaba compuesto por el 100 % blancos. Del total de la población el 3,57 % eran hispanos o latinos de cualquier raza.